# NGC 7633
NGC 7633 (również PGC 71274) – galaktyka spiralna z poprzeczką (SB0-a), znajdująca się w gwiazdozbiorze Indianina. Odkrył ją John Herschel 2 listopada 1834.